# Тиралонго, Паоло
Паоло Тиралонго (итал. Paolo Tiralongo; род. 8 июля 1977 в Авола, Италия) — бывший итальянский профессиональный трековый и шоссейный велогонщик, выступавший c 2010 по 2017 года за команду UCI ProTeams Astana Pro Team. Профессиональную карьеру начал в 2000. 17 мая 2015 года в возрасте 37 лет и 313 дней стал самым возрастным победителем этапа на «Джиро д’Италия».

## Выступления
1999
- 7-й — Triptyque Ardennaise

2001
- 2-й — Trofeo dello Scalatore III
- 3-й — Тур Австрии
- 6-й — Gran Premio della Costa Etruschi
- 8-й — Giro Provincia di Siracusa — Trofeo Arancia Rossa
- 9-й — GP Industria & Artigianato di Larciano
- 10-й — Trofeo dello Scalatore I

2002
- 2-й — Тур Средиземноморья
- 6-й — Brixia Tour
- 8-й — Кубок Уго Агостони
- 10-й — Trofeo Pantalica

2003
- 8-й — Settimana Internazionale di Coppi e Bartali
- 10-й — Джиро дель Трентино

2004
- 1-й в горной классификации — Тур Даун Андер
- 2-й — Trofeo Melinda
- 2-й — GP Citta di Rio Saliceto e Correggio
- 2-й — Brixia Tour
- 5-й — Giro Medio Brenta
- 7-й — Три варезенские долины
- 7-й — Giro della Romagna
- 8-й — Giro del Veneto

2005
- 3-й — Милан — Турин
- 3-й — Trofeo Laigueglia
- 6-й — GP Fred Mengoni
- 6-й — Settimana Internazionale di Coppi e Bartali
- 8-й — Giro d'Oro

2008
- 6-й — Klasika Primavera

2009
- 8-й — Вуэльта Испании
- 10-й — Джиро дель Эмилия

2011
- 1-й на этапе 19 — Джиро д’Италия

2012
- 1-й на этапе 7 — Джиро д’Италия

2013
- 1-й на этапе 1 (ТТТ) — Вуэльта Испании

2015
- 1-й на этапе 4 — Джиро дель Трентино
- 1-й на этапе 9 — Джиро д’Италия

## Выступления на Гранд-Турах
| Гранд Тур       | 2000 | 2001 | 2002 | 2003 | 2004 | 2005 | 2006 | 2007 | 2008 | 2009 | 2010 | 2011 | 2012 | 2013 | 2014 | 2015 | 2016 | 2017 |
| --------------- | ---- | ---- | ---- | ---- | ---- | ---- | ---- | ---- | ---- | ---- | ---- | ---- | ---- | ---- | ---- | ---- | ---- | ---- |
| Джиро д’Италия  | —    | —    | —    | WD   | —    | 32   | 15   | 26   | —    | 37   | WD   | 18   | 23   | 99   | 45   | 19   | —    | 83   |
| Тур де Франс    | —    | —    | —    | —    | —    | —    | 69   | —    | 46   | —    | 53   | WD   | —    | —    | —    | —    | 74   | —    |
| Вуэльта Испании | 96   | —    | 43   | —    | —    | —    | —    | WD   | 27   | 8    | —    | —    | 38   | 51   | 33   | сход | —    | —    |

WD = Снялся